# Прима, Луи
Лу́и При́ма (итал. Louis Prima; 7 декабря 1910, Новый Орлеан, Луизиана, США — 24 августа 1978, там же) — италоамериканский певец, музыкант, композитор и поэт-песенник, киноактёр. Оказал большое влияние на американскую и мировую популярную музыку в 1930—1950-х годах. В 1993 году имя Луи Примы было включено в Зал Славы джаза и Зал Славы биг-бэндов.

## Детство и юность
Родился в семье итальянских эмигрантов Антони и Анжелины Прима. В детстве брал уроки скрипки, но в пятнадцатилетнем возрасте переключился на трубу, услышав записи Кинга Оливера и Луи Армстронга. Несколько месяцев играл в местном оркестре вместе с братом Леоном. В 17 лет начал играть в театре Нового Орлеана, но вскоре был уволен, так как его посчитали негодным для сцены из-за хриплого и резкого голоса.

## Карьера
В начале 30-х работал в оркестре «Реда» Николза, а в 1934 году переехал в Нью-Йорк по приглашению известного музыканта Гая Ломбардо. Там Прима собрал оркестр под названием The New Orleans Gang и регулярно выступал в клубе «The Famous Door» на 52 улице. Среди музыкантов оркестра были такие знаменитости, как кларнетист Пи Ви Рассел, пианист Клод Торнхилл, гитарист Джон ван Эпс, гобоист Эдди Миллер и тромбонист Джордж Брунис. Их песня «Way Down Yonder in New Orleans» сразу же стала хитом и была записана на пластинки бесчисленное количество раз. Тогда же Прима периодически появляется в мюзиклах, таких как «Rhythm on the Range» или «Swing It!», вместе с Бингом Кросби и Мартой Рэй. В 1936 году он сочинил песню «Sing, Sing, Sing», которая была записана оркестром Бенни Гудмена и стала поистине гимном эпохи свинга.
В 1939 году Луи Прима распускает The New Orleans Gang, чтобы создать свой собственный биг-бэнд: The Gleeby Rhythm Orchestra, где наконец нашёл свой собственный стиль: крепкие свинговые аранжировки, взрывная смесь из английских, итальянских фраз и скэтового пения, и здоровая доля юмора. К их хитам относятся «Bell-Bottom Trousers», «Civilization (Bongo, Bongo, Bongo)», «Robin Hood», достигшие американского топ-10, и, конечно же, «Angelina» (1944), открывшая дорогу для «итальянских» песен типа «Felicia No Capicia», «Please No Sqeeza Da Banana» или «Bacciagaloop (Makes Love On The Sloop)».
В 1948 году Прима заменил вокалистку Лили Энн Кэрол на шестнадцатилетнюю Дороти Кили Смит, робкую девушку с мальчишеской причёской и непроницаемым лицом. Контраст их стилей сделал своё дело, и песня 1950 года «Oh Babe» стала хитом. В 1953 году Кили Смит стала четвёртой женой Луи.
Тем временем эпоха биг-бэндов подходила к концу, и для Gleeby Rhythm Orchestra сцен становилось всё меньше и меньше. Прима застолбил ангажемент в отеле Sahara в Лас-Вегасе и присоединился к малому ансамблю во главе с популярным в Новом Орлеане тенор-саксофонистом Сэмом Бьютерой. Их первое выступление состоялось в Рождество, и группа, экспромтом названная Бьютерой The Witnesses, то есть «Свидетели», сразу же стала сенсацией в Лас-Вегасе; их месячный ангажемент превратился в постоянное шоу, афишированное как «Безумнейшее шоу в Вегасе».

## Популярность

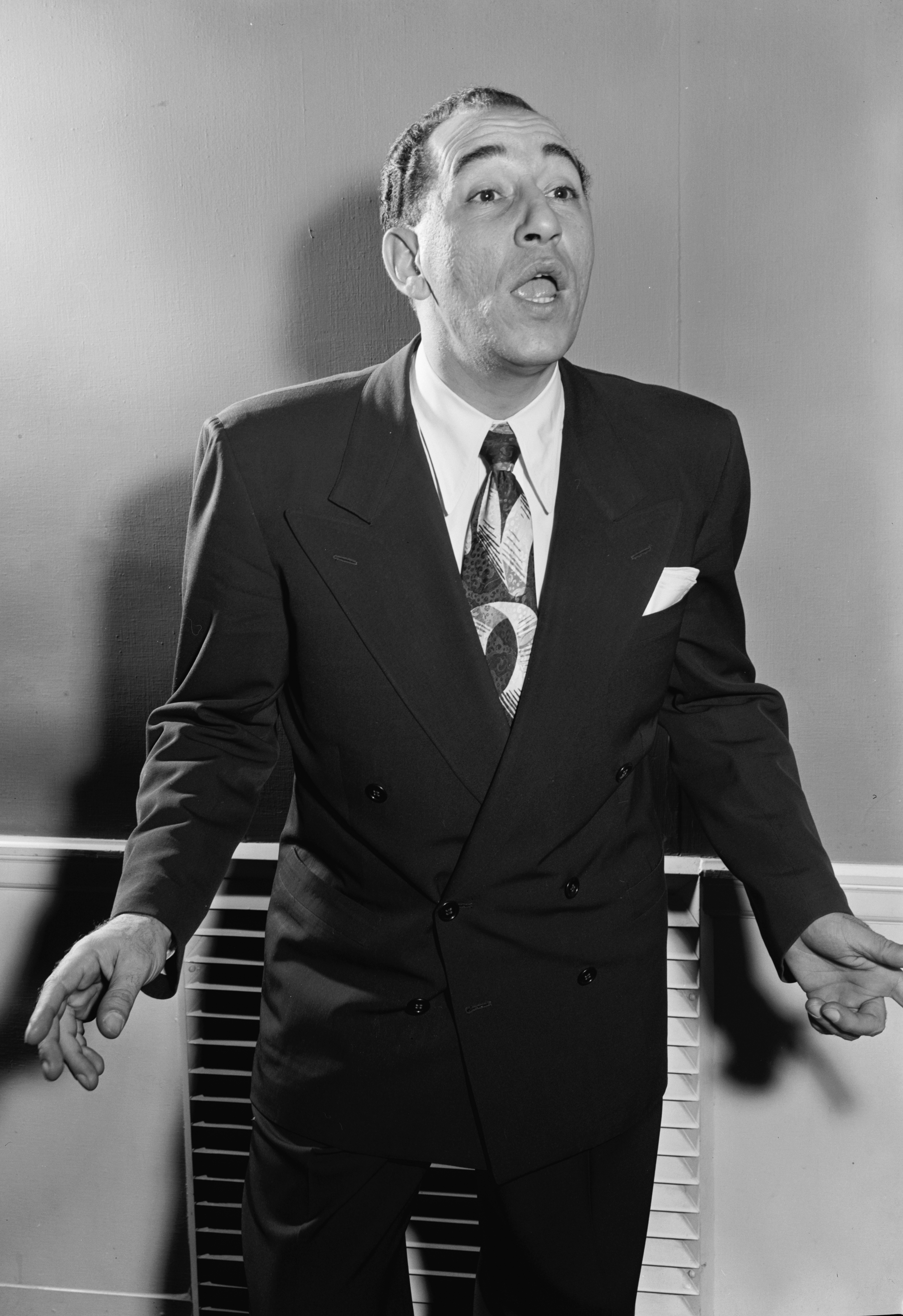
Луи Прима

Шоу зачастую шло по пять раз за ночь, и каждое выступление не было похоже на предыдущее. Луи прыгал по сцене, гримасничал, шутил, задирал своих партнёров и зрителей. Популярность Примы была предельно велика. В 1956 году звукозаписывающая компания Capitol выпустила первый альбом — The Wildest!, включавший такие впоследствии знаменитые вещи, как попурри «I’m Just A Gigolo — I Ain’t Got Nobody», «Jump, Jive an' Wail», «Buona Sera», «Oh Marie», за которым последовали ещё шесть. Луи множество раз появлялся в «Шоу Эда Салливена» и других телепередачах, выступил даже на инаугурационном балу президента Кеннеди, а в 1958 году Прима и Смит получили премию «Грэмми» за их версию стандарта «That Old Black Magic».
В 1961 году Луи Прима перешёл из Capital в Dot Records, а отель Sahara сменил на Desert Inn. Обе сделки принесли огромную прибыль, тем не менее через год Кили Смит развелась с ним, и это значительно ухудшило дела. После развода с Кили Прима уже никогда не был так популярен, но продолжал выступать в Лас-Вегасе с Сэмом Бьютерой, The Witnesses и новой солисткой Джиа Майоне (Gia Maione), ставшей его пятой женой.
В 1966 году Уолт Дисней пригласил Приму озвучить короля бандар-логов орангутана Луи в полнометражном мультипликационном фильме «Книга джунглей»; исполненная им песня «I Wan’na Be Like You» стала одной из самых любимых детских песен того времени.
В 1960-х — начале 1970-х годов Прима и ансамбль продолжали выступать в казино и отелях Лас-Вегаса, но привлекали всё меньше публики, и они с Бьютерой вернулись в Новый Орлеан, где играли во французских кварталах для толп туристов.
В 1975 году Прима подвергся операции на головном мозге и впал в кому, в которой пробыл три года, и не приходя в сознание, умер 24 августа 1978 года от пневмонии. Был похоронен в Новом Орлеане, рядом с родителями. На могиле установлена скульптура работы Алексея Казанцева — ангел, играющий на трубе.

## Наследие
После смерти Луи Примы Сэм Бьютера и The Witnesses продолжили исполнять хиты Луи Примы в Лас-Вегасе и Атлантик-Сити.
26 июля 2010 года на «Аллее славы» в Голливуде открыта звезда Луи Примы.

## Альбомы
- Louis Prima Plays (1953) (Mercury) *10 cm LP*
- The Wildest! (1957) (Capitol)
- The Call of the Wildest (1957) (Capitol)
- The Wildest Show at Tahoe (1957) (Capitol)
- Hi-Fi Lootin' (Joe Venuti and Louis Prima) (1957) (Design)
- Las Vegas Prima Style (1958) (Capitol)
- Breakin' It Up! (1959) (Columbia)
- Strictly Prima (1959) (Capitol)
- Louis Prima in All His Moods (1959) (Rondo-lette)
- Lous Prima Entertains (1959) (Rondo-lette)
- Louis and Keely! (1960) (Dot)
- Wonderland by Night (1960) (Dot)
- His Greatest Hits (1960) (Dot)
- Pretty Music Prima Style (1960) (Dot)
- The Widest Clan (1960) (Dot)
- Blue Moon (1961) (Dot)
- Return of the Widest (1961) (Dot)
- Doin' the Twist (1961) (Dot)
- The Wildest Comes Home (1962) (Dot)
- Lake Tahoe Prima Style (1962) (Dot)
- Prima Show in the Casbar (1963) (Prima)
- King of Clubs (1964) (Prima)
- Hey Boy! Hey Girl! (1959) (with Keely Smith) (Capitol)
- Louis and Keely! (1959) (Dot)
- Together (1960) (Dot)
- Louis and Keely on Stage (1960) (Dot)
- The Hits of Louis and Keely (1961) (Capitol)
- Louis Prima Digs Keely Smith (Coronet), (Fleet)
- Box of Oldies (Spin-O-Rama)
- Let’s Fly with Mary Poppins (1965) (Buena Vista)
- The Golden Hits of Louis Prima (1966) (Hanna-Barbera)
- Louis Prima on Broadway (1967) (United Artists)
- The New Sounds of the Louis Prima Band (1969) (Prima / De-Lite)
- Blast Off – Recorded Live in the Celebrity Theater
- At the Hotel Sands In Las Vegas (1970) (Prima)
- The Prima Generation ’72 (1972) (Brunswick)
- Angelina (1973) (Prima)
- Just a Gigolo (1973) (Prima)
- Let’s Hear It for Robin Hood (1974) (Buena Vista)
- The Wildest ’75 (1975) (Prima)